# PEC in het seizoen 1917/18
Het seizoen 1917/1918 was het 8e jaar in het bestaan van de Zwolse voetbalclub PEC. De club kwam uit in de Tweede Klasse Oost B en nam ook deel aan het toernooi om de NVB beker

## Wedstrijdstatistieken

### Tweede Klasse B
| Z.A.C.                                                  |                 |               |                     |
|                                                         | PEC             | 0 – 1 (0 – 1) | Z.A.C.              |
| 17 februari 1917 Plaats: Zwolle Het Bleekien            |                 |               | Henri Wassen        |
|                                                         | Z.A.C.          | 3 – 0 (2 – 0) | PEC                 |
| 3 maart 1918 Plaats: Zwolle Sportpark Veerallee         | Henri Wassen    |               |                     |
| A.V.C. Heracles                                         |                 |               |                     |
|                                                         | PEC             | 1 – 0 (0 – 0) | A.V.C. Heracles     |
| 21 april 1918 Plaats: Zwolle Het Bleekien               |                 |               |                     |
|                                                         | A.V.C. Heracles | 0 – 1 (0 – 0) | PEC                 |
| 30 september 1917 Plaats: Almelo Bornsestraat           |                 |               | 75' (pen)           |
| AGOVV                                                   |                 |               |                     |
|                                                         | PEC             | 1 – 1 (0 – 1) | AGOVV               |
| 11 november 1917 Plaats: Zwolle Het Bleekien            |                 |               |                     |
|                                                         | AGOVV           | 1 – 0 (1 – 0) | PEC                 |
| 24 februari 1918 Plaats: Apeldoorn Sportpark Berg & Bos | Hilbrink        |               |                     |
| Enschedese Boys                                         |                 |               |                     |
|                                                         | PEC             | 0 – 3 (0 – 1) | Enschedese Boys     |
| 23 september 1917 Plaats: Zwolle Het Bleekien           |                 |               | 21' (pen) Huve Huve |
|                                                         | Enschedese Boys | 1 – 0 (0 – 0) | PEC                 |
| 14 oktober 1917 Plaats: Enschede Volkspark              | Wissink         |               |                     |
| Daventria                                               |                 |               |                     |
|                                                         | PEC             | 2 – 3 (1 – 1) | VV Daventria        |
| 31 maart 1918 Plaats: Zwolle Het Bleekien               |                 |               |                     |
|                                                         | VV Daventria    | 2 – 2 (0 – 1) | PEC                 |
| 17 maart 1918 Plaats: Deventer Sportpark Daventria      | Hofman 65'      |               | 87' Sluizeman       |
| H.V.V. Hengelo                                          |                 |               |                     |
|                                                         | PEC             | 5 – 2 (4 – 0) | HVV Hengelo         |
| 18 november 1917 Plaats: Zwolle Het Bleekien            |                 |               | (pen)               |
|                                                         | HVV Hengelo     | 2 – 2 (0 – 0) | PEC                 |
| 7 april 1918 Plaats: Hengelo Sportpark De Waarbeek      |                 |               |                     |
| Quick                                                   |                 |               |                     |
|                                                         | PEC             | 6 – 2 (? – ?) | Quick               |
| 21 oktober 1917 Plaats: Zwolle Het Bleekien             |                 |               |                     |
|                                                         | Quick           | 3 – 0 (0 – 0) | PEC                 |
| 3 februari 1918 Plaats: Kampen Sportpark Wijnberg       | Luder           |               |                     |

### NVB beker
| 1e ronde                                         | P.E.C.      | 4 – 0 (2 – 0)                                     | ADO        |
| 14 april 1918 Plaats: Zwolle Het Bleekien        |             |                                                   |            |
| 2e ronde                                         | P.E.C.      | 5 – 2 (3 – 0)                                     | De Meeuwen |
| 28 april 1918 Plaats: Zwolle Het Bleekien        | (e.d.)      |                                                   |            |
| 3e ronde                                         | Stormvogels | 5 – 0                                             | P.E.C.     |
| 5 mei 1918 Plaats: IJmuiden Terrein De Kikvorsch |             | Reglementaire overwinning; P.E.C. trok zich terug |            |

## Statistieken PEC 1917/1918

### Eindstand PEC in de Nederlandse Tweede Klasse 1917 / 1918
| Stand | Gespeeld | Gewonnen | Gelijk | Verloren | Punten | Doelpunten voor | Doelpunten tegen |
| ----- | -------- | -------- | ------ | -------- | ------ | --------------- | ---------------- |
| 7e    | 14       | 4        | 3      | 7        | 11     | 20              | 24               |

### Punten per tegenstander
|       | Z.A.C. | A.V.C. Heracles | AGOVV | Enschedese Boys | Daventria | H.V.V. Hengelo | Quick |
| ----- | ------ | --------------- | ----- | --------------- | --------- | -------------- | ----- |
| Thuis | 0      | 2               | 1     | 0               | 0         | 2              | 2     |
| Uit   | 0      | 2               | 0     | 0               | 1         | 1              | 0     |

### Doelpunten per tegenstander
|       | Z.A.C. | A.V.C. Heracles | AGOVV | Enschedese Boys | Daventria | HVV Hengelo | Quick | Totaal |
| ----- | ------ | --------------- | ----- | --------------- | --------- | ----------- | ----- | ------ |
| Thuis | 0      | 1               | 1     | 0               | 2         | 5           | 6     | 15     |
| Uit   | 0      | 1               | 0     | 0               | 2         | 2           | 0     | 5      |
|       |        |                 |       |                 |           |             |       | 20     |